# Robur le conquérant
Robur le conquérant é um romance clássico de antecipação científica escrito por Júlio Verne, publicado pela primeira vez em 1886, inicialmente no Journal des débats politiques et littéraires de 29 de junho a 18 de agosto de 1886 e como livro em 23 de agosto do mesmo ano.[carece de fontes?]

## Adaptações
- Foi feito um filme estadunidense em 1961, com o título de Master of the World, com Vincent Price como Robur.